# Rocs de l'Esteve

Els Rocs de l'Esteve, respecte del terme d'Abella de la Conca

Els Rocs de l'Esteve és una formació rocosa situada a 1.071,7 metres d'altitud en el terme d'Abella de la Conca, a la comarca del Pallars Jussà, a la vall de Carreu, al límit amb el terme municipal de Coll de Nargó, de l'Alt Urgell.
Està situat en un dels contraforts sud-orientals de la Serra de Boumort, el que delimita les comarques anteriorment esmentades.

## Etimologia
Es tracta d'un topònim romànic descriptiu que fa referència a la propietat del lloc on són aquests rocs.